# Baja Mali Knindža
Mirko Pajčin (srbsky Мирко Пајчин * 13. října 1966), známý jako Baja Mali Knindža (srbsky Баја Мали Книнџа), je bosensko-srbský folkový zpěvák.
Narodil ve vesnici Gubin v dnešní Bosně a Hercegovině v tehdejší Jugoslávii. Vystupoval mimo jiné se svou sestřenicí a zpěvačkou Ksenija Pajčin a skupinou Braća sa Dinare. Jeho popularita souvisí s rozpadem bývalé Jugoslávie, kdy se stal advokátem zájmů krajinských Srbů a nazpíval řadu kontroverzních skladeb s často protichorvatským a protibosňáckým vyzněním. Po porážce expanze srbských států v dnešním Chorvatsku a Bosně a Hercegovině často vystupoval na místech, kde žije v diaspoře velký počet Srbů (Vídeň, Lublaň atd.) a svou tvorbou do velké míry živil nacionalistickou nostalgii po pro ně ztracených územích Republiky Srbské Krajiny a Republiky srbské. Angažoval se i ve prospěch Srbské radikální strany Vojislava Šešelje. Některé jeho skladby se zastávají obviněných ze zločinů proti lidskosti Tribunálem v Haagu, zatímco některé další otevřeně kritizují protisrbskou politiku NATO, USA a Evropské unie.

## Dílo
Solo
- 1991: Ne dam Krajine / Не дам Крајине
- 1992: Stan'te paše i Ustaše / Стан'те паше и усташе
- 1993: Živeće ovaj narod / Живјеће овај народ
- 1993: Све за српство, српство низашта
- 1993: Uživo sa braćom Bajić, Rašom Pavlovićem, i Goricom Ilić / Уживо са браћом Бајић Рашом Павловићем и Горицом Илић
- 1994: Još se ništa ne zna / Још се ништа не зна
- 1994: Rat i mir / Рат и мир
- 1994: Kockar bez sreće / Коцкар без среће
- 1994: Pobijediće istina / Побиједиће истина
- 1995: Igraju se delije / Играју се делије
- 1995: Idemo Dalje / Идемо даље
- 1996: Zbogom oružje / Збогом оружје
- 1997: Ne dirajte njega / Не дирајте њега
- 1998: Povratak u budućnost / Повратак у будућност
- 1998: Srpskim radikalima / Српским радикалима
- 1999: Biti il ne Biti / Бити ил не бити
- 1999: Život je tamo / Живот је тамо
- 2000: Zaljubljen i mlad / Заљубљен и млад
- 2001: Đe si legendo / Ђе си легендо
- 2002: Zbogom pameti / Збогом памети
- 2003: Baja Mali Knindža: uživo / Уживо
- 2003: Luda Žurka - uživo / Луда журка - уживо
- 2006: Za kim zvona zvone /За ким звона звоне
- 2007: Gluvi barut / Глуви барут

Se skupinou Braća sa Dinare
- 1994: Goki i Baja bend / Гоки и Баја бенд
- 1995: Bila jednom jedna zemlja / Била једном једна земља
- 1996: Plači voljena zemljo / Плачи вољена земљо
- 1997: Ja se svoga, ne odričem groba / Ја се свога, не одричем до гроба
- 1998: Idemo do kraja / Идемо до краја